# Ángel Baldomero Custodio
Ángel Baldomero Custodio Fernández (Écija, Sevilla, 14 de marzo de 1859 - Madrid, 27 de mayo de 1920) fue un militar condecorado por su valor con Cruces del Mérito Militar  en la guerra hispanoaméricana.

## Biografía
Pertenecía a una familia de marinos millitares, la saga Custodio tenía reconocidos héroes militares por su valor demostrado. Lucharía en puestos diferentes durante la Guerra de Independencia cubana entre (1895-1896) obteniendo la Cruces del Mérito Militar de segunda clase, luego fue a Filipinas (1896-1897) y ganó la de primera clase, más tarde luchó defendiendo la costa de España en la guerra hispanoaméricana (1898). En 1915 se retiró definitivamente de su puesto en la armada como Teniente de navío dejando su buque "el Trinidad". El viejo liberal se vino a vivir a Madrid viviendo con todo honor en el barrio de Los Jerónimos y dejó su hogar en Ecija, Sevilla y a sus hijas, mientras que su hijo Ángel Custodio Fernández-Pintado por virar hacia posiciones izquierdistas y de centro republicanas siendo Concejal nunca sería perdonado por la derecha. El año de 1920, fallecía en la capital española.
También al parecer era pariente de la familia Custodio de Algeciras y San Roque que tenía bastantes militares en el ejército. Se casó con María Visitación Fernández Pintado teniendo luego tres hijos, enviudando y teniendo que hacerse cargo de su futuro, como su posición le permitió hacer algún dispendió fue dueño de un teatro en el que trabajó su nieta Ana María Custodio y estrenó alguna obra su hijo Ángel, el teatro se vendió al parecer en 1927 cambiando el apellido de Custodio a San Juan por ser el del nuevo dueño.
En su hoja de servicio están anotadas sus gloriosas acciones así como sus recompensas entre ellas la  Cruz de la Orden de San Hermenegildo de 1892.
También poseía las medallas al mérito militar blanca y roja, la segunda distinción más importante del ejército español.
Falleció con la graduación de comandante honorífico y pasó gran parte de su último periodo de vida como héroe público y notorio.